# Liste der Brücken über die Gürbe
Die Liste der Brücken über die Gürbe enthält die Brücken der Gürbe im Gürbetal im Schweizer Kanton Bern, vom Quellgebiet beim Gantrisch bis zur Mündung kurz vor Wabern bei Bern in die Aare.

## Brückenliste
37 Übergänge überqueren den Fluss: 21 Strassenbrücken, acht Feldwegübergänge, sechs Fussgängerbrücken, eine Eisenbahnbrücke und eine Furt.
| Bild | Name                               | Ort                               | Lage | Funktion                                                                            | Konstruktion                | Material | Länge in m | Höhe m ü. M. | Bemerkungen |
| ---- | ---------------------------------- | --------------------------------- | ---- | ----------------------------------------------------------------------------------- | --------------------------- | -------- | ---------- | ------------ | --- |
|      | Übergang bei Obernünenen           | Rüti bei Riggisberg               |      | Feldweg                                                                             | Bachdurchlass               | Beton    | 4          | 1678         | - Fahrverbot für Motorwagen, Motorräder und Motorfahrräder - Bergwanderweg Nünenenberg – Obernünenen |
|      | Übergang bei Bös Tritt             | Rüti bei Riggisberg – Blumenstein |      | Feldweg                                                                             | Bachdurchlass               | Beton    | 4          | 1536         | - Allgemeines Fahrverbot: Für Alpwirtschaftsbetrieb gestattet - Wanderweg nach Oberwirtnere und Blumenstein - Der Gürbefall befindet sich oberhalb des Übergangs. |
|      | Übergang bei Alp Tschingel         | Rüti bei Riggisberg – Blumenstein |      | Feldweg                                                                             | Bachdurchlass               | Beton    | 4          | 1371         | - Fahrverbot für Motorwagen, Motorräder und Motorfahrräder: Waldstrasse für Berechtigte und Zubringer zu Liegenschaften gestattet - Mountainbike-Route 2 Panorama Bike (Etappe 11 Thun – Schwarzsee) und Route 504 Gurnigelwald-Gürbe (Wattenwil – Wattenwil) - Wanderweg - Nordwestlich befindet sich das national bedeutende Flachmoorgebiet Chueberg/Schwändli. |
|      | Furt bei Weiermoos                 | Wattenwil – Blumenstein           |      | Feldweg                                                                             | Furt                        | Erdboden | 5          | 785          | - Mountainbike-Route 504 Gurnigelwald-Gürbe (Wattenwil – Wattenwil). Bei Hochwasser ist die Route nicht passierbar. |
|      | Blumensteinbrücke                  | Wattenwil – Blumenstein           |      | Strassenbrücke (zweispurig) mit schmalen Trottoirs 230                              | Balkenbrücke                | Beton    | 33         | 662          | - Betonbrücke mit Metallgeländer und Asphaltbelag. - Höchstgeschwindigkeit 80 km/h - STI-Buslinen 51 (Thun–Wattenwil–Blumenstein) und 53 (Seftigen–Wattenwil–Blumenstein) - Veloland-Route 362 Stockentalroute (Uetendorf – Uetendorf) - Die Brücke befindet sich beim Waldreservat Gürbestude. - Die Wanderland-Route 382 Gürbe-Wildwasserweg (Gurnigel, Berghaus –Bluemisteibrügg –Wattenwil) verläuft linksufrig. - Eine Allee vor dem Gürbeübergang in Blumenstein ist im Inventar historischer Verkehrswege der Schweiz (IVS) aufgeführt. |
|      | Forstsägebrücke                    | Wattenwil – Forst                 |      | Strassenbrücke (einspurig) mit Trottoir                                             | Gedeckte Brücke Bogenbrücke | Holz     | 25         | 618          | - Die Brücke wurde 1991 neu erstellt, nachdem das Gürbe-Hochwasser am 29. Juli 1990 die Brücke bei der Sägerei zerstörte. - Auch Forstbrücke genannt. - Gedeckte Holzbrücke mit Asphaltbelag. - Höchstgeschwindigkeit 50 km/h - Vortritt vor dem Gegenverkehr (Fahrtrichtung Wattenwil) - Dem Gegenverkehr Vortritt lassen (Fahrtrichtung Forst) - Wanderweg Blumenstein/Bad – Längmoos - Veloland-Route 4 Alpenpanorama-Route (Etappe 6 Thun – Fribourg) und Route 74 Gürbe–Sense (Etappe 1 Thun (Amsoldingen) – Bern) - Die Wanderland-Route 4 ViaJacobi (Etappe 11 Spiez –Wattenwil) führt über die Brücke und verläuft zusammen mit der Route 382 Gürbe-Wildwasserweg (Gurnigel, Berghaus –Bluemisteibrügg –Wattenwil) flussabwärts nach Wattenwil. |
|      | Kriegsried-Brücke                  | Wattenwil                         |      | Strassenbrücke (einspurig)                                                          | Balkenbrücke                | Beton    | 15         | 603          | - Betonbrücke mit Metallgeländer und Asphaltbelag. - Auch Erlenhofbrücke genannt. - Linksufrig verlaufen die Wanderland-Routen 4 ViaJacobi und 382 Gürbe-Wildwasserweg. |
|      | Rösslibrücke (Bernstrasse)         | Wattenwil                         |      | Strassenbrücke (zweispurig) mit Trottoirs 231                                       | Balkenbrücke                | Beton    | 17         | 592          | - Die Brücke wurde 1962 neu erstellt. - Betonbrücke mit Metallgeländer und Asphaltbelag. - Auch Wattenwilbrücke genannt. - STI-Buslinen 51 (Thun–Wattenwil–Blumenstein) und 53 (Seftigen–Wattenwil–Blumenstein) - Wanderweg - Auf der linken Seite verlaufen die Wanderland-Routen 4 ViaJacobi und 382 Gürbe-Wildwasserweg nach Wattwil. |
|      | Gaugglerenbrücke                   | Burgistein – Gurzelen             |      | Strassenbrücke (einspurig) mit Rohrleitung an der Brückenseite                      | Balkenbrücke                | Beton    | 14         | 577          | - Betonbrücke mit Metallgeländer und Asphaltbelag. - Höchstgeschwindigkeit 50 km/h - Maximale Tragfähigkeit: 5 t - Veloland-Route 99 Herzroute (Etappe 3 Laupen – Thun) und Route 362 Stockentalroute (Uetendorf – Uetendorf) - Die Herzroute verläuft zusammen mit der Route 74 Gürbe–Sense auf der linken Seite flussabwärts. - Wanderweg |
|      | Fankhauserbrücke                   | Burgistein                        |      | Fussgänger- und Velobrücke                                                          | Balkenbrücke                | Stahl    | 12         | 568          | - Die einsturzgefährdete Brücke ist infolge verminderter Tragfähigkeit für den motorisierten Verkehr 2022 gesperrt worden. Fussgänger und Velofahrer benutzen die Brücke auf eigene Gefahr. - Balkenbrücke mit Metallgeländer und Asphaltbelag. - Auch Neuhausbrücke und Obere Burgiwilbrücke genannt. - Fahrverbot für Motorwagen - Maximale Tragfähigkeit: 3,5 t - Betonpoller dienen als Durchfahrtssperre für Motorwagen. - Die Veloland-Route 74 Gürbe–Sense (Etappe 1 Thun (Amsoldingen) – Bern) führt über die Brücke, wobei die Herzroute auf der linken Seite nach Riggisberg abzweigt. - Wanderweg - Eine kantonale hydrologische Messstation befindet sich 40 Meter flussabwärts auf der rechten Flussseite.                                 |
|      | Schulhausbrücke                    | Burgistein                        |      | Strassenbrücke (einspurig) mit Trottoir                                             | Balkenbrücke                | Beton    | 16         | 562          | - Die Brücke wurde 2014 erbaut. - Betonbrücke mit Metallgeländer und Asphaltbelag. - Auch Untere Burgiwilbrücke genannt. - Maximale Tragfähigkeit: 3,5 t - Kupferkabel von Swisscom verlaufen durch die Brücke. |
|      | Chabishüttenbrücke                 | Burgistein                        |      | Strassenbrücke (zweispurig)                                                         | Balkenbrücke                | Beton    | 11         | 560          | - Die aus Sicherheitsgründen seit 2017 gesperrte Brücke wurde 2020 ersetzt. - Betonbrücke mit Metallgeländer und Asphaltbelag. - Auch Kabishüttenbrücke und Grossmattbrücke genannt. - Höchstgeschwindigkeit 50 km/h - Maximale Tragfähigkeit: 18 t - Wanderweg |
|      | Bahnbrücke Burgiwil (Gürbetalbahn) | Burgistein                        |      | Eisenbahnbrücke (eingleisig)                                                        | Fachwerkbrücke              | Stahl    | 35         | 558          | - Höchstgeschwindigkeit 75 km/h - Die Gürbetalbahn-Bahnstrecke Bern–Belp–Thun wurde 1901/02 eröffnet. - Sie wird von der BLS betrieben. |
|      | Lohnstorfbrücke                    | Burgistein                        |      | Strassenbrücke (zweispurig) 221                                                     | Balkenbrücke                | Beton    | 24         | 555          | - Betonbrücke mit Metallgeländer und Asphaltbelag. - Höchstgeschwindigkeit 80 km/h |
|      | Schürmattbrücke                    | Lohnstorf                         |      | Strassenbrücke (zweispurig)                                                         | Balkenbrücke                | Beton    | 11         | 551          | - Die Brücke wurde 2019 erbaut. - Betonbrücke mit Metallgeländer und Asphaltbelag. - Auch Rossweidbrücke genannt. |
|      | Madbrücke                          | Lohnstorf                         |      | Feldwegbrücke mit Rohrleitung an der Brückenseite                                   | Trogbrücke                  | Beton    | 18         | 545          | - Die Brücke wurde im Rahmen der Gesamtmelioration Thurnen im Winter 1946/47 erbaut. - Balkenbrücke mit Betongeländer und wassergebundenem Strassenbelag. - Auch Husmattbrücke genannt. - Fahrverbot Verbot für Motorwagen und Motorräder - Veloland-Route 74 Gürbe–Sense (Etappe 1 Thun (Amsoldingen) – Bern) - Wanderweg |
|      | Mühlethurnenbrücke (Moosstrasse)   | Mühlethurnen                      |      | Strassenbrücke (zweispurig)                                                         | Balkenbrücke                | Stahl    | 16         | 543          | - Die Brücke wurde 2004 erbaut. - Balkenbrücke mit Metallgeländer und Asphaltbelag. - Auch Brücke beim Bad genannt. - Höchstgeschwindigkeit 50 km/h - Maximale Tragfähigkeit: 28 t - Veloland-Route 37 Bern-Süd-Route (Schwarzenburg – Bern) - Flussaufwärts befindet sich die Gürbebadi Mühlethurnen. |
|      | Allmendsteg                        | Mühlethurnen                      |      | Fussgängerbrücke                                                                    | Balkenbrücke                | Stahl    | 23         | 542          | - Der infolge der Hochwasserschutzmassnahmen abgerissene Steg wurde 2020 neu erstellt. - Balkenbrücke mit Metallgeländer und Metallboden. - Wanderweg |
|      | Ischlagbrücke                      | Mühlethurnen                      |      | Feldwegbrücke                                                                       | Balkenbrücke                | Beton    | 14         | 539          | - Balkenbrücke mit Betongeländer und wassergebundenem Strassenbelag. - Auch Zihlbrücke und Untere Mühlethurnenbrücke genannt. - Fahrverbot Verbot für Motorwagen und Motorräder: Landwirtschaftlicher Verkehr gestattet - Maximale Tragfähigkeit: 20 t |
|      | Gürbmoosbrücke (Mühledorfstrasse)  | Kirchenthurnen                    |      | Strassenbrücke (zweispurig) 1222                                                    | Balkenbrücke                | Beton    | 21         | 538          | - Die Brücke wurde 2008 erbaut. - Die alte Brücke wurde 1999 saniert. - Auch Gürbebrücke Kirchenthurnen genannt. - Betonbrücke mit Metallgeländer und Asphaltbelag. - Höchstgeschwindigkeit 80 km/h - Aquaplaning |
|      | Rossweidbrücke (Einschlagstrasse)  | Rümligen – Gelterfingen           |      | Feldwegbrücke                                                                       | Balkenbrücke                | Beton    | 14         | 534          | - Balkenbrücke mit Metallgeländer und Betonbelag. - Auch Obere Kaufdorfbrücke genannt. - Wanderweg |
|      | Kaufdorfbrücke (Moosstrasse)       | Kaufdorf                          |      | Strassenbrücke (zweispurig) mit schmalen Trottoirs                                  | Balkenbrücke                | Beton    | 17         | 532          | - Balkenbrücke mit Metallgeländer und Betonbelag. - Höchstgeschwindigkeit 50 km/h - Wanderweg - SVB-Busline 166 (Wichtrach–Kirchdorf–Gerzensee–Kaufdorf) - Die Strecke von Kaufdorf nach Gelterfingen über den Gürbeübergang ist im Inventar historischer Verkehrswege der Schweiz (IVS) aufgeführt. |
|      | Aubrücke                           | Kaufdorf – Gelterfingen           |      | Feldwegbrücke                                                                       | Balkenbrücke                | Stahl    | 13         | 530          | - Balkenbrücke mit Metallgeländer und Betonbelag. - Fahrverbot für Motorwagen und Motorräder - Maximale Tragfähigkeit: 3,5 t - Wanderweg |
|      | Steg bei Seematte                  | Toffen                            |      | Fussgängerbrücke (ehemalig)                                                         | Balkenbrücke                | Beton    | 15         | 527          | - Die Brücke wurde beim Gürbe-Hochwasser von 1990 weggerissen. |
|      | Erlenbrücke                        | Toffen                            |      | Strassenbrücke (einspurig)                                                          | Balkenbrücke                | Beton    | 14         | 526          | - Balkenbrücke mit Metallgeländer und Betonbelag. - Die Brücke wurde 1921 erbaut. - Auch Hornusserbrücke und Hornussenbrücke genannt. - Fahrverbot für Motorwagen und Motorräder: Landwirtschaftliche Fahrzeuge gestattet - Maximale Tragfähigkeit: 30 t - Die Wanderland-Route 3 Alpenpanorama-Weg (Etappe 17 Münsingen –Rüeggisberg) führt über die Brücke. |
|      | Bahnhofbrücke                      | Toffen                            |      | Strassenbrücke (zweispurig) mit Trottoirs und Fussgängerstreifen                    | Balkenbrücke                | Beton    | 18         | 525          | - Die Brücke wurde 1992 neu erbaut auf Grund des Hochwassers vom 29. Juli 1990. Die alte Brücke aus dem 18. Jahrhundert wurde im Frühsommer 1992 abgebrochen. - Balkenbrücke mit Metallgeländer und Asphaltbelag. - Auch Toffenbrücke genannt. - Höchstgeschwindigkeit 50 km/h - Veloland-Route 74 Gürbe–Sense (Etappe 1 Thun (Amsoldingen) – Bern) - Wanderweg - Die Strecke von Toffen nach Heitern über den Gürbeübergang ist im Inventar historischer Verkehrswege der Schweiz (IVS) aufgeführt. - Das Schloss Belp befindet sich oberhalb der Brücke auf der rechten Seite. |
|      | Talguetsteg                        | Toffen                            |      | Fussgängerbrücke (ehemalig)                                                         | Balkenbrücke                | Beton    | 15         | 522          | - Die Brücke wurde zwischen 1999 und 2003 ersatzlos abgebrochen. - Auch Bifangbrücke genannt. |
|      | Toffenholzbrücke                   | Belp                              |      | Strassenbrücke (einspurig)                                                          | Balkenbrücke                | Beton    | 18         | 521          | - Die Brücke wurde 1923 erbaut. - Balkenbrücke mit Betongeländer und Betonbelag. - Auch Rollmattsteg genannt. - Fahrverbot für Motorwagen, Motorräder und Motorfahrräder: Landwirtschaft gestattet - Maximale Tragfähigkeit: 5 t - Rechtsufrig verläuft die Veloland-Route 74 Gürbe–Sense. |
|      | Scheuermattbrücke                  | Belp                              |      | Feldwegbrücke                                                                       | Balkenbrücke                | Stahl    | 16         | 520          | - Balkenbrücke mit Mittelstütze, Metallgeländer und Grasboden. - Privater Übergang mit Metallabschrankungen. |
|      | Husmattstrasse-Brücke              | Belp                              |      | Fussgänger- und Velobrücke mit Rohrleitung an der Brückenseite                      | Balkenbrücke                | Beton    | 17         | 516          | - Balkenbrücke mit Metallgeländer und Betonbelag. - Auch Burgmoossteg genannt. - Fahrverbot Verbot für Motorwagen und Motorräder - Rad- und Fussweg mit getrennten Verkehrsflächen - Metallpoller dient als Durchfahrtssperre - Die hydrometrische Messstation Gürbe - Belp, Mülimatt (2159) vom Bundesamt für Umwelt (BAFU) befindet sich 200 Meter flussaufwärts auf der rechten Flussseite. |
|      | Sägetsteg                          | Belp                              |      | Fussgängerbrücke mit Rohrleitung an der Brückenseite                                | Balkenbrücke                | Beton    | 18         | 516          | - Die Brücke wurde 2016 neu erbaut. Sie ersetzte ein Übergang mit zwei Konstruktionsteilen: Der breite Bereich für Velofahrer hat das Baujahr 1971. Der schmale Fussgängerbereich wurde 1995 ergänzt. - Balkenbrücke mit Metallgeländer und Asphaltbelag. - Auch Industriebrücke genannt. |
|      | Sägetbrücke                        | Belp                              |      | Strassenbrücke (zweispurig) mit Trottoirs                                           | Bogenbrücke                 | Beton    | 26         | 516          | - Bogenbrücke mit Metallgeländer und Asphaltbelag. - Auch Dorfstrassebrücke genannt. - Höchstgeschwindigkeit 30 km/h - Wanderweg |
|      | Bahnhofbrücke                      | Belp                              |      | Strassenbrücke (zweispurig) mit Trottoirs und Fussgängerstreifen                    | Bogenbrücke                 | Beton    | 18         | 515          | - Die alte Brücke ist 1961/62 durch eine Eisenbetonkonstruktion ersetzt worden. - Bogenbrücke mit Metallgeländer und Asphaltbelag. - Höchstgeschwindigkeit 50 km/h - SVB-Busline 160 (Bern Flughafen-Belp–Rubigen–Münsingen–Konolfingen) - Wanderweg |
|      | Steinbachbrücke                    | Belp                              |      | Strassenbrücke (zweispurig) mit Trottoirs und Rohrleitung an der Brückenseite 221.2 | Balkenbrücke                | Beton    | 18         | 514          | - Betonbrücke mit Metallgeländer und Asphaltbelag. - Höchstgeschwindigkeit 50 km/h - SVB-Busline 160 (Bern Flughafen-Belp–Rubigen–Münsingen–Konolfingen) |
|      | Schönmattsteg                      | Belp                              |      | Fussgängerbrücke                                                                    | Balkenbrücke                | Beton    | 17         | 512          | - Balkenbrücke mit Metallgeländer und Betonbelag. |
|      | Neumattbrücke                      | Belp                              |      | Strassenbrücke (einspurig) mit Trottoirs und Rohrleitung an der Brückenseite        | Balkenbrücke                | Beton    | 17         | 512          | - Die Brücke wurde 2017 instand gesetzt. - Betonbrücke mit Metallgeländer und Asphaltbelag. - Höchstgeschwindigkeit 30 km/h - Verbot für Lastwagen: Landwirtschaftlicher Verkehr, Bus und Kehrichtabfuhr gestattet - SVB-Busline 160 (Bern Flughafen-Belp–Rubigen–Münsingen–Konolfingen) |
|      | Stockmattbrücke                    | Belp                              |      | Strassenbrücke (zweispurig) mit Trottoirs                                           | Balkenbrücke                | Stahl    | 17         | 509          | - Mit dem Bau der neuen Erschliessungsstrasse ins Industriegebiet Hühnerhubel wurde die Brücke 2014 neu erstellt. - Balkenbrücke mit Metallgeländer und Asphaltbelag. - Höchstgeschwindigkeit 50 km/h |
|      | Hühnerhubel-Brücke                 | Belp                              |      | Fussgängerbrücke (ehemalig)                                                         | Balkenbrücke                | Beton    | 6          | 508          | - Die Brücke wurde 2009 ersatzlos abgebrochen. - Auch Auguetbrücke genannt. |
|      | Selhofenbrücke (Flugplatzstrasse)  | Kehrsatz – Belp                   |      | Strassenbrücke (zweispurig)                                                         | Balkenbrücke                | Beton    | 18         | 506          | - Die Brücke wurde 2008 ersetzt und gleichzeitig um 50 cm höher erstellt. - Betonbrücke mit Metallgeländer und Asphaltbelag. - Vortritt vor dem Gegenverkehr (Fahrtrichtung Kehrsatz) - Dem Gegenverkehr Vortritt lassen (Fahrtrichtung Flugplatz) - Höchstgeschwindigkeit 80 km/h - Veloland-Route 8 Aare-Route (Etappe 3 Spiez – Bern), Route 74 Gürbe–Sense (Etappe 1 Thun (Amsoldingen) – Bern) und Route 888 Grünes Band Bern (Belp, Flughafen – Belp, Flughafen) - Wanderweg - Die Zufahrtsstrasse führt zum Flughafen Bern-Belp. |
|      | Bodenacherfähre-Brücke             | Kehrsatz                          |      | Fussgängerbrücke                                                                    | Balkenbrücke                | Beton    | 21         | 505          | - Balkenbrücke mit Metallgeländer und Betonbelag. - Auch Fährsteg genannt. - Allgemeines Fahrverbot - Verbot für Tiere (Pferd) - Wanderweg - Der Steg führt zur Fähre Bodenacker, welche die Aare überquert. - Das Bauwerk befindet sich im national geschützten Auengebiet Belper Giessen. - 130 Meter flussabwärts mündet die Gürbe in die Aare. |